# خير خميس
خير خميس (من مواليد 11 سبتمبر 1950) هو سياسي تنزاني من حزب الثورة وعضو في البرلمان عن دائرة كوامتيبورا منذ عام 2010.